# 蒲俐
蒲俐（1966年—），四川长宁人，汉族，中华人民共和国政治人物、第十二届全国人民代表大会四川地区代表。
毕业于四川工业学院动力系水力机械专业。現任泸州市交通运输局副局长，2013年，担任全国人大代表。